# گروه بانکا سلا
گروه بانکا سلا (ایتالیایی: Gruppo Banca Sella) شرکت خدمات مالی و بانکداری ایتالیایی است، که در سال ۱۸۸۶ تأسیس شد.